# Таврический государственный агротехнологический университет
Таврический государственный агротехнологический университет имени Дмитрия Моторного (укр. Таврійський державний агротехнічний університет імені Дмитра Моторного) — университет Мелитополя, специализирующийся на подготовке специалистов по обслуживанию сельскохозяйственной техники.

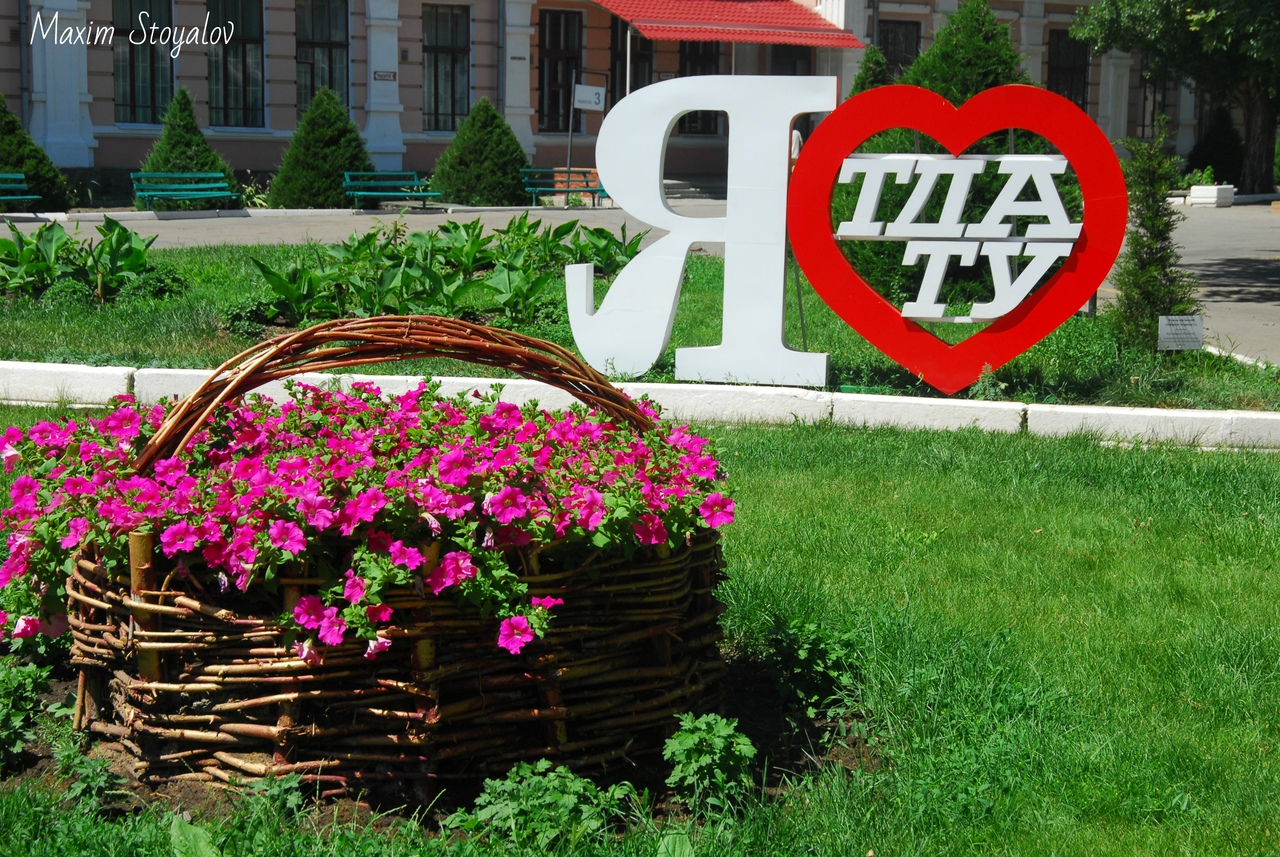
Во дворе ТГАТУ

## История

### Предыстория университета
Университет начинает свою историю с 1874 года, когда в стенах Реального училища города начали готовить специалистов по работе с сельскохозяйственной техникой, которая медленно появлялась на отечественных полях.
В 1920—1921 годах на базе мелитопольских ремесленных мастерских была открыта первая профтехническая школа.
В 1922 году она была реорганизована в механико-строительную школу,
которая в 1926 году слилась с химико-технической школой, образовав политехническую профшколу.
В 1930 году политехническая школа была реорганизована в три техникума, одним из которых был техникум индустриализации сельского хозяйства..

### ВТУЗ им. ОГПУ
В октябре 1932 года на базе техникума индустриализации сельского хозяйства был создан технический вуз-завод ВТУЗ им. ОГПУ. В 1934—1935 годах во ВТУЗе работало 13 кафедр, а на трёх курсах обучалось около 500 студентов. В 1937 году ВТУЗ выпустил 96 первых инженеров-механиков.

### Мелитопольский институт инженеров-механиков сельского хозяйства
В 1938 году начал работу Мелитопольский институт инженеров-механиков сельского хозяйства.
В 1939 и 1941 годах на Всесоюзной сельскохозяйственной выставке институт получал дипломы первой степени и был занесён в Книгу почёта выставки.
Перед войной в институте работало 50 преподавателей, в том числе три профессора и пять кандидатов наук. Большой вклад в развитие института внёс действительный член АН УССР А. А. Василенко.
С началом Великой Отечественной войны институт был эвакуирован и вернулся в Мелитополь только в 1944 году. В том же году он был переименован в Мелитопольский институт механизации сельского хозяйства (МИМСХ).
В 1939 году на территории Мелитопольского района МИМСХ создал учхоз, впоследствии выросший в село Лазурное.

### Мелитопольский институт механизации сельского хозяйства
В 1954 году при МИМСХе была организована аспирантура,
в 1979 году открылся факультет повышения квалификации руководящих работников и специалистов сельского хозяйства.
В 1962 году в институте работало 4 факультета и обучались 3500 студентов.
В 1960-е — 1980-е годы значительно увеличилось число выпускников института, открылся ряд новых факультетов и специальностей.
25 марта 1981 года за успехи в подготовке высококвалифицированных специалистов МИМСХ был награждён орденом Трудового Красного Знамени.

### Таврическая государственная агротехническая академия и агротехнологический университет
В 1993 году МИМСХ получает четвёртый уровень аккредитации, а в 1994 году становится Таврической государственной агротехнической академией.
В 1997 году в состав академии был включён Мелитопольский техникум гидромелиорации и механизации сельского хозяйства.
В 2007 году Таврическая государственная агротехническая академия была переименована в Таврический государственный агротехнологический университет.

## Структура университета
Университет включает в себя 4 факультета:
- Механико-технологический
- Энергетики и компьютерных технологий
- Экономики и бизнеса
- Агротехнологий и экологии[6]

В состав университета также входят:
- Учебно-научный институт заочного и дистанционного образования.
- Отдел международных связей. сайт отдела

Университету также подчинены 6 колледжей:
- Мелитопольский
- Бердянский
- Васильевский
- Ногайский
- Новокаховский
- Запорожский
- Ореховский

При университете работают музей и научная библиотека. Университет издаёт газету «Агро Таврия» и владеет базой отдыха «Салют» в посёлке Кирилловка.

## Спорт
Больших успехов добилась в конце 1950-х — начале 1960-х годов футбольная команда МИМСХа «Буревестник». Она была 4-кратным чемпионом Запорожской области, в 1961 году заняла 3-е место на Европейских соревнованиях институтских футбольных сборных команд, а в 1963—1966 годах выступал в зоне УССР класса «Б» чемпионата СССР, поднявшись в 1963 году до 4-го места.

## Известные выпускники
- Моторный, Дмитрий Константинович (1927—2019) — новатор сельскохозяйственного производства, дважды Герой Социалистического Труда, Герой Украины.
- Чупрун, Вадим Прокофьевич (род. 1943) — украинский политик, председатель Донецкого облсовета (1992—1994) и Донецкой облгосадминистрации (2005—2006), первый заместитель министра топлива и энергетики Украины (2006—2008), заместитель председателя правления НАК «Нефтегаз Украины» (с 2008).
- Хоралов, Аркадий Дмитриевич (род. 1951) — популярный эстрадный певец, композитор.
- Сычёв, Дмитрий Викторович (1972—2010) — городской голова Мелитополя в 2006—2010 годах.
- Минько, Сергей Анатольевич (род. 1973) — городской голова Мелитополя с 2015—2019 годах.
- Малюга, Николай Семёнович (1918-1945) — Гвардии старший лейтенант Рабоче-крестьянской Красной Армии, участник Великой Отечественной войны, Герой Советского Союза (1945).

## Известные сотрудники
- Калитка Валентина Васильевна. В честь нее названа кафедра растениеводства МГУ.